# Конево-Казанцева
Ко́нево-Каза́нцева (рос. Конево-Казанцева) — присілок у складі Кетовського району Курганської області, Росія. Входить до складу Шмаковської сільської ради.
Населення — 23 особи (2010, 27 у 2002).